# Ackworth (Royaume-Uni)
Pour les articles homonymes, voir Ackworth.
Ackworth est un village et une paroisse civile du Yorkshire de l'Ouest, en Angleterre.